# Sojuz MS-23
Sojuz MS-23 (ryska: Союз МС-23) är en flygning i det ryska rymdprogrammet, till Internationella rymdstationen (ISS). Farkosten sköts upp med en Sojuz-2.1a-raket, från Kosmodromen i Bajkonur, den 24 februari 2023. Farkosten dockade med rymdstationen den 26 februari 2023. 
Den 6 april 2023 flyttades farkosten från Pojsk-modulen till Pritjal-modulen
Den 27 september 2023 lämnade farkosten rymdstationen. Några timmar senare återinträdde den i jordens atmosfär och landade i Kazakstan.
På grund av problem med Sojuz MS-22 sköts Sojuz MS-23 upp obemannad för att senare landa med besättningen från Sojuz MS-22.

## Besättning
|                | Uppskjutning | Landning                                   |
| -------------- | ------------ | ------------------------------------------ |
| Befälhavare    | Obemannad    | Sergey Prokopyev, RSA Hans andra rymdfärd  |
| Flygingenjör 1 | Obemannad    | Dmitry Petelin, RSA Hans första rymdfärd   |
| Flygingenjör 2 | Obemannad    | Francisco Rubio, NASA Hans första rymdfärd |